# Stanley Greenspan
Stanley Greenspan (1 de junho de 1941 – 27 de abril de 2010) foi um psiquiatra infantil americano e professor clínico de Psiquiatria e Pediatria na Escola Médica da Universidade George Washington. Ele era mais conhecido por desenvolver a abordagem floortime para tentar tratar crianças com transtornos do espectro autista e deficiências de desenvolvimento.